# 기가노토사우루스
기가노토사우루스(학명:Giganotosaurus: 남쪽의 거대한 도마뱀 어원은 고대 그리스어의 γίγας(거대한)νότος(남풍)σαύρος(도마뱀))는 카르카로돈토사우루스과에 속하는 수각류의 한 속으로 백악기 전기와 후기의 남아메리카에서 번성하였다. 이 공룡은 역사상 가장 큰 육식 동물 중 하나로, 최대 몸길이는 약 12~13m 정도에 무게는 주로 7~8.8t 으로 추정된다. 최근 들어 발견된 일부 기가노토사우루스 화석들은 이 공룡이 최대 10t 까지 나갔을 수도 있을 것 이라는 가능성을 제기한다. 현재까지 발견된 가장 큰 카르카로돈토사우루스과 공룡이고, 사상 최대의 수각류인 티라노사우루스와도 비슷한 크기이다. 화석은 아르헨티나에서 발견되었다. 이빨은 단검 모양으로 생겼는데, 이는 살점을 베기에 적합했을 것이다. 과거에는 무리지어 아르헨티노사우루스같은 거대 용각류를 무리지어 사냥했다고 알려졌으나, 아르헨티노사우루스와는 다른 시기에 살았으며, 공존하지 않았다. 오히려 아르헨티노사우루스와 공존했으며, 이를 무리지어 사냥했을 가능성이 높은 것은 같은 남미 대륙에서 서식했던 또 다른 거대 카르카로돈토사우루스과, 마푸사우루스이다.

## 묘사
기가노토사우루스는 가장 큰 수각류 공룡 중 하나로 여겨지지만, 유적의 불완전성으로 인해 그 크기를 확실하게 추정하기가 어려웠다. 예를 들어, 역사상 가장 큰 수각류로 여겨져 온 티라노사우루스보다 더 큰지 확실하게 판단하는 것은 불가능하다. 여러 연구자들은 다양한 방법에 따라 골격의 누락된 부분을 어떻게 재구성했는지에 따라 크기 추정치를 다르게 제시했다. 홀로타입 표본의 길이 추정치는 12~13m 사이로 다양했으며, 두개골 길이는 1.53~1.80m, 대퇴골 (허리뼈) 길이는 1.365~1.43m, 무게는 4.2~13.8t 사이이다. 뇌실에서 봉합사 (관절)의 융합은 홀로타입 표본이 성숙한 개체였음을 나타낸다. 더 큰 개체의 치아 뼈로 구성된 두 번째 표본은 길이 13.2m, 두개골 길이 1.95m, 무게 8.2t의 추정치를 추정하는 데 사용되었다. 일부 작가들은 두 표본 모두에 대해 가장 큰 크기 추정치를 과장된 것으로 간주했다. 기가노토사우루스는 잘 알려진 알로사우루스 속의 특대 버전과 비교되었다.

## 고생물학

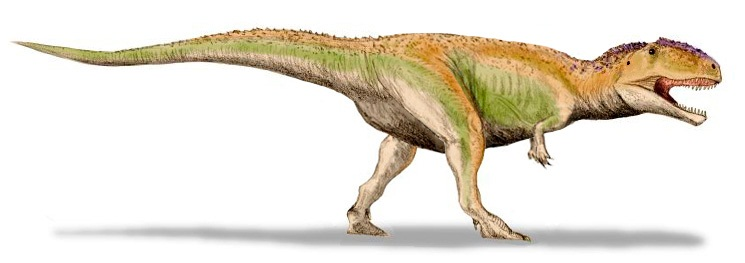
복원도

1999년, 고생물학자 리스 E. 배릭과 지질학자 윌리엄 J. 쇼어스는 기가노토사우루스와 티라노사우루스의 뼈가 매우 유사한 산소 동위원소 패턴을 가지고 있으며, 체내 열 분포도 유사하다는 것을 발견했다. 이러한 체온 조절 패턴은 이 공룡들이 포유류와 파충류의 중간 정도의 대사를 가지고 있어 균온적이었다는 것을 나타낸다(핵심 체온이 안정적이며, 일종의 "온혈동물"). 8t의 기가노토사우루스의 대사는 1t의 육식 포유류의 대사와 비슷할 것이며, 빠른 성장을 지원했을 것이다.
2001년, 물리학자 루데마르 에르네스토 블랑코와 마제타는 기가노토사우루스의 커서 (달리기) 능력을 평가했다. 그들은 달리는 동안 큰 동물이 넘어질 위험이 큰 수각류의 속도를 제한할 것이라는 제임스 O. 팔로우의 가설을 기각했다. 대신 속도 증가로 인한 불균형이 한계 요인이 될 것이라고 주장했다. 반대쪽 다리가 후퇴한 후 균형을 잡는 데 걸리는 시간을 계산한 결과, 그들은 달리기 속도의 상한선이 50km/h임을 발견했다. 또한 기가노토사우루스와 타조와 같은 새의 달리기 능력을 다리 뼈의 강도에 따라 비교한 결과, 수각류는 새와 달리 무게 균형을 맞추기 위해 꼬리가 무거웠기 때문에 제한된 가치가 있음을 발견했다.
2017년 생물학자 윌리엄 I. 셀러스와 동료들이 티라노사우루스의 달리기 능력에 대한 생체역학적 연구를 통해 골격 부하가 너무 커서 성인 개체가 달리기에 적합하지 않다고 제안했다. 오랫동안 달리기 능력이 좋다고 주장되어 온 비교적 긴 팔다리는 대신 걷는 걸음걸이에 기계적으로 제한되었을 것이며, 따라서 고속 추격 포식자는 아니었을 것이다. 연구진은 이러한 발견이 기가노토사우루스, 마푸사우루스, 아크로칸토사우루스와 같은 다른 긴다리 거대 수각류에도 적용될 수 있을 것이라고 제안했다.